# کنتو کوری
کنتو کوری (ژاپنی: 久利 研人؛ زادهٔ ۲۷ اکتبر ۱۹۹۰) یک بازیکن فوتبال اهل ژاپن است.
از باشگاه‌هایی که در آن بازی کرده‌است می‌توان به باشگاه فوتبال ماچیدا زلویا اشاره کرد.